# Attaccapanni

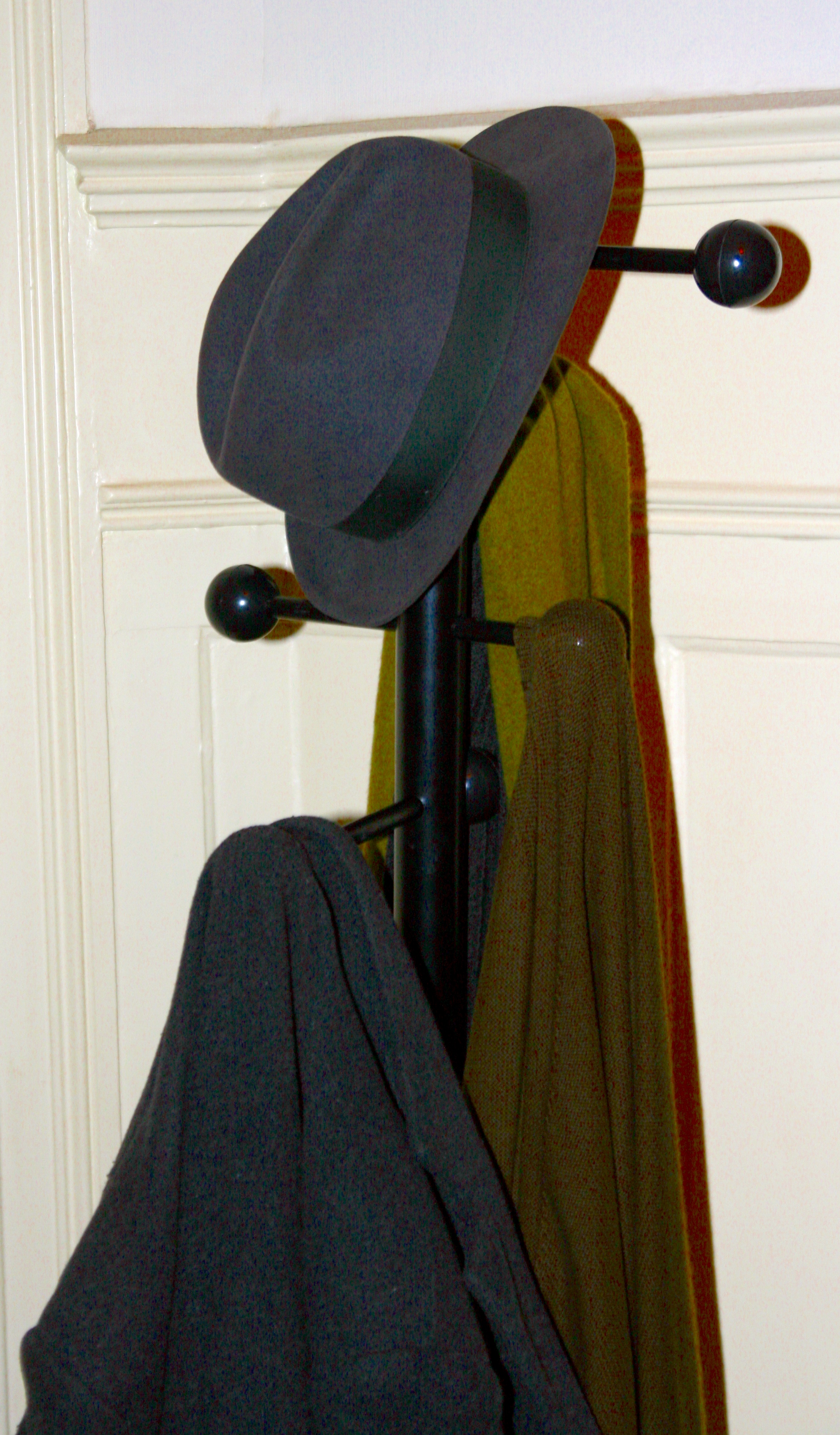
Esempio di attaccapanni con abiti appesi.

L'attaccapanni o appendiabiti è un elemento di arredamento dotato di sporgenze che servono per appendere cappotti, cappelli e altri indumenti. 
Generalmente sono fissati alla parete, oppure formati da un palo centrale che poggia a terra tramite una base e sorregge in cima una o più cerchie di ganci per gli abiti (il tipo a palo è anche detto uomo morto).